# François Xavier Antoine de Kentzinger
François Xavier Antoine de Kentzinger est un maire de Strasbourg né à Strasbourg le 7 avril 1759 et mort en cette ville le 21 mars 1832.

## Biographie
Antoine François Xavier de Kentzinger naît à Strasbourg le 7 avril 1759 et est baptisé le même jour à l’église Saint-Pierre-le-Vieux. Sa mère se nomme Anne Lucie Malphilatre et son père est François Joseph Kentzinger, avocat au conseil souverain d’Alsace et syndic du Directoire de la noblesse de Basse-Alsace. Il étudie d’abord à l’université de Nancy de janvier 1777 à juin 1780 puis à la faculté de droit de Strasbourg qu’il achève avec une thèse. Employé ensuite comme agent de la ferme générale de Strasbourg, il s’y fait remarquer en prenant régulièrement le parti des contribuables contre ses collègues.
Il s’enrôle dans la Garde nationale dès 1789, tout en siégeant à l’assemblée départementale du Bas-Rhin et en travaillant au service du contentieux du département. Il est toutefois écarté après la prise des Tuileries et se retrouve rapidement en difficulté financière. Il est alors embauché par Klemens Wenzel von Metternich, qu’il a connu à l’université de Strasbourg, et quitte la France le 25 avril 1791 pour Coblence, puis Bruxelles. Chargé de la gestion des biens du comte dans l’espace rhénan et en Bohême, il réside également dans cette région en 1796. Considéré comme émigré, ses biens et ceux de son épouse, Philippine de Geiger de Gibelstadt, sont confisqués et vendus comme bien nationaux. Il souhaite néanmoins rester français et demande en 1797 leur radiation de la liste des émigrés, mais il lui faut attendre l’amnistie décrétée par Napoléon pour pouvoir rentrer à Strasbourg en novembre 1801.
D’abord avocat auprès de l’administration des douanes, il est nommée le 28 août 1808 au conseil d’arrondissement de Strasbourg. Ses sympathies monarchistes lui permettent d’être nommé maire de Strasbourg le 16 octobre 1815, anobli, de même que ses frères, le 17 août 1816. Il devient également en 1816 conseiller général du Bas-Rhin. Monarchiste modéré, il est critiqué pendant sa mandature par les ultraroyalistes, qui le traitent entre autres de «  royaliste en pantoufles ».
Sa modération de le protège cependant pas des conséquences des Trois Glorieuses et il est contraint de démissionner le 3 août 1830 et meurt peu de temps après le 21 mars 1832 à Strasbourg.

## Action politique
Durant son mandat de maire, François Xavier Antoine de Kentzinger consacre une large part de son action à la lutte contre la pauvreté et la mendicité, notamment par la construction de la halle aux blés et mise en place d’ateliers de travail pour les plus nécessiteux à la suite de la disette de 1817. Il se montre ouvertement critique des autres villes françaises, qui chassent les mendiants hors de leurs murs plutôt que de s’en occuper, ce qui, selon lui, conduit Strasbourg à devoir accueillir de nombreux vagabond étrangers à la région. Également actif en matière de politique commerciale, il lutte notamment contre le monopole d’État sur le commerce des tabacs.

## Publications
François Xavier Antoine de Kentzinger a publié plusieurs ouvrages. Intéressé par l’histoire de Strasbourg à l’époque où celle-ci était une république libre, il publie en 1818 et en 1819 deux volumes intitulés Documents historiques tirés des Archives de la Ville de Strasbourg, ainsi que Strasbourg et l’Alsace, ou choses mémorables des vieux temps en 1824. Il rédige également des ouvrages consacrés à la politique économique, comme Des moyens de remédier à la mendicité à Strasbourg en 1830, tandis que Vérité sur quelques faits d’administration municipale, paru en 1831, défend son bilan à la mairie de Strasbourg.